# Austromitra rhodarion
Austromitra rhodarion is een slakkensoort uit de familie van de Costellariidae. De wetenschappelijke naam van de soort is voor het eerst geldig gepubliceerd in 1972 door Kilburn.